# Болдин, Анатолий Константинович
Анато́лий Константи́нович Бо́лдин (род. 29 июля 1937, Москва) — советский и российский фотограф, член Союза фотохудожников России, заслуженный деятель Творческого союза «Фотоискусство», почётный член фотоклуба «Новатор». А. Болдин стоял у истоков отечественного клубного движения, председатель фотоклуба «Новатор» в 1970—1979 и 1981—1991 годах. Печатался в газетах «Московская правда», «Московский комсомолец», журналах «Советское фото», фото-ревю «Фотография».

## Биография
Анатолий Константинович Болдин родился в 1937 году в Москве.
1956 — поступил в МВТУ им. Баумана, факультет приборостроения.
1958 — в МВТУ был создан фотоклуб, организаторами которого были известные тогда фотографы Б. Азаров и Б. Тележников. А. Болдин стал его членом, начал сотрудничать со студенческой многотиражкой «Бауманец».
1958—1962 — внештатный фотокор многотиражки «Бауманец».
1960—1963 — член фотоклуба КМО (Комитет молодёжных организаций).
1962 — посещал Лекторий фоторепортажа при Центральном доме журналистов СССР.
1962 — первая персональная выставка «100 фото А. Болдина», МВТУ.
1964 — вступил в московский фотоклуб «Новатор».
1970—1979 и 1981—1991 — избирался председателем фотоклуба «Новатор». Выпустил книги о создателях клуба — А. Хлебникове и Г. Сошальском.
1973 — принимал участие в Международной фотовыставке «Интерклуб-73», ГДР.
1999 — вступил в Творческий союз «Фотоискусство»
2012 — присвоено звание "Заслуженный деятель Творческого союза «Фотоискусство»
Работы Анатолия Болдина отражают время и людей 1960-х. Сюжеты его снимков разнообразны: люди, деревья, животные, интерьер, натюрморт. Все они выражают искреннюю авторскую симпатию к своим персонажам.

## Основные выставки
2011 — групповая выставка "Время в объективе «Новатора», посвященная 50-ти летию фотоклуба «Новатор», ГУК ГВЗ «Беляево»
2011 — персональная выставка «Мой адрес не дом и не улица…», детская библиотека № 99 им. А. Барто
2006 — персональная выставка «Начало», детская библиотека № 99 им. А. Барто
2000 — персональная выставка «Под знаком П», ГВЗ «Беляево», ДК ВВЦ
1999 — Международная выставка «Фотоискусство-99»
1993 — групповая выставка «Шестидесятники»
1991 — персональная выставка в г. Ялта
1990 — персональная выставка в г. Керчь
1976 — персональная выставка в г. Ташкенте
1973 — Международная выставка «Интерклуб-73», ГДР
1962 — Персональная выставка «100 фото А. Болдина», МВТУ
1960 — всесоюзная выставка «Наша молодость», Москва
1959 — выставка ф. к. МВТУ «Осень-58»